# The Real McCoys
The Real McCoys ist eine US-amerikanische Sitcom mit 224 Episoden in sechs Staffeln, die von 1957 bis 1963 für ABC und CBS produziert wurde. Entwickelt wurde die Serie von Irving Pincus. Die Titelmelodie wurde von Harry Ruby komponiert und in der letzten Staffel von Jimmie Rodgers gesungen.

## Handlung
Die Serie dreht sich um die arme Bauernfamilie McCoy aus West Virginia, die eine Farm im San Fernando Valley übernimmt. Die Familie besteht aus Amos McCoy (Walter Brennan), dessen Enkel Luke McCoy (Richard Crenna) und seiner Frau Kate (Kathleen Nolan), sowie Lukes Geschwistern, der zu Serienbeginn dreizehnjährigen Hassie (Lydia Reed) und ihrem jüngeren Bruder Little Luke (Michael Winkelman). Ein weiterer Hauptcharakter ist der Farmangestellte Pepino Garcia (Tony Martinez).

## Ausstrahlung
The Real McCoys lief vom 3. Oktober 1957 bis zum 20. September 1962 auf ABC und wurde dann an CBS verkauft. Dort lief die Serie vom 24. September 1962 bis zum 22. September 1963, bevor sie endgültig eingestellt wurde.

## Darsteller
- Walter Brennan: Grandpa Amos McCoy (225 Folgen)
- Richard Crenna: Luke McCoy (225 Folgen)
- Kathleen Nolan: Kate McCoy (186 Folgen)
- Tony Martinez: Pepino (152 Folgen)
- Michael Winkelman: Little Luke (136 Folgen)
- Lydia Reed: Hassie (124 Folgen)
- Andy Clyde: George MacMichael (57 Folgen)
- Madge Blake: Flora MacMichael (27 Folgen)